# 贾科莫·卡萨诺瓦
贾科莫·卡萨诺瓦（Giacomo Girolamo Casanova，1725年4月2日—1798年6月4日），极富传奇色彩的意大利冒险家、作家。生于意大利威尼斯，卒於波希米亚的达克斯（现捷克杜赫佐夫）。
有关于卡萨诺瓦许多人都会将其与拜伦的小说／歌剧《唐璜》（Don Juan）相提并论，因为他们同样在一生中有着不计其数的伴侣。然而唐璜是一个文艺作品，而卡萨诺瓦则是真实存在的历史人物。与唐璜中更加不同的是，卡萨诺瓦深爱着他所有的女人，并与她们长期保持着友好的关系。
卡萨诺瓦一生中最为重要的作品当属其穷尽晚年精力的创作《我的一生》，这部法语写成的自传式小说讲述了他一生的经历。卡萨诺瓦选择法语撰寫是因为希望这本自传可以广为流传（中世纪时，法语是欧洲最广为流传的语种）。他在自传的序言中写道：J'ai écrit en français, et non pas en italien parce que la langue française est plus répandue que la mienne（我用法语写自傳而不用意大利语，是因为法语比我自己的語言流传得更廣。）由此可见卡萨诺瓦预想到或试图令自己的这部自传经久流传，为了方便以后未知的读者群而选择了一种更为普及的语言。此前另一位威尼斯的知名人物——剧作家卡罗·哥尔多尼（Carlo Goldoni）亦同样选择用法语书写自己的自传，或许亦对卡萨诺瓦产生了一定影响。但在卡萨诺瓦撰寫的其他作品中，意大利语是他通常使用的语言。

## 生平经历

### 出生至成名前（1725 - 1756）

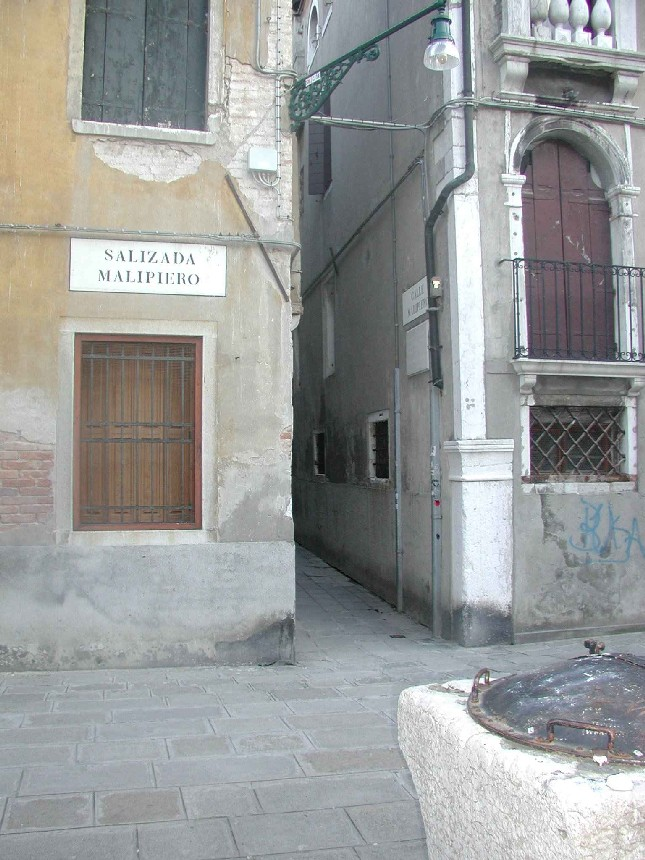
马利皮耶罗街区

卡萨诺瓦的父亲盖塔诺·吉塞佩·卡萨诺瓦（Gaetano Giuseppe Casanova）与母亲扎内塔·法露斯（Zanetta Farussi）都是当地小有名气的演员。1725年卡萨诺瓦诞生在这个位于威尼斯馬尼皮耶羅（Malipiero）街区附近的家庭。卡萨诺瓦的家紧挨着聖撒慕爾教堂，这里也是他接受洗礼的地方。然而有一种广为流传的说法是卡萨诺瓦并非盖塔诺所生，而是法露斯和威尼斯贵族麦克·格利玛尼（Michele Grimani）所生，不论如何卡萨诺瓦母亲在事业上的成功很大程度倚仗与格利玛尼的帮助。对此哥尔多尼在他的自传中写下了自己的看法：「……一个既美麗又能干的寡妇。」（……una vedova bellissima e assai valente.）

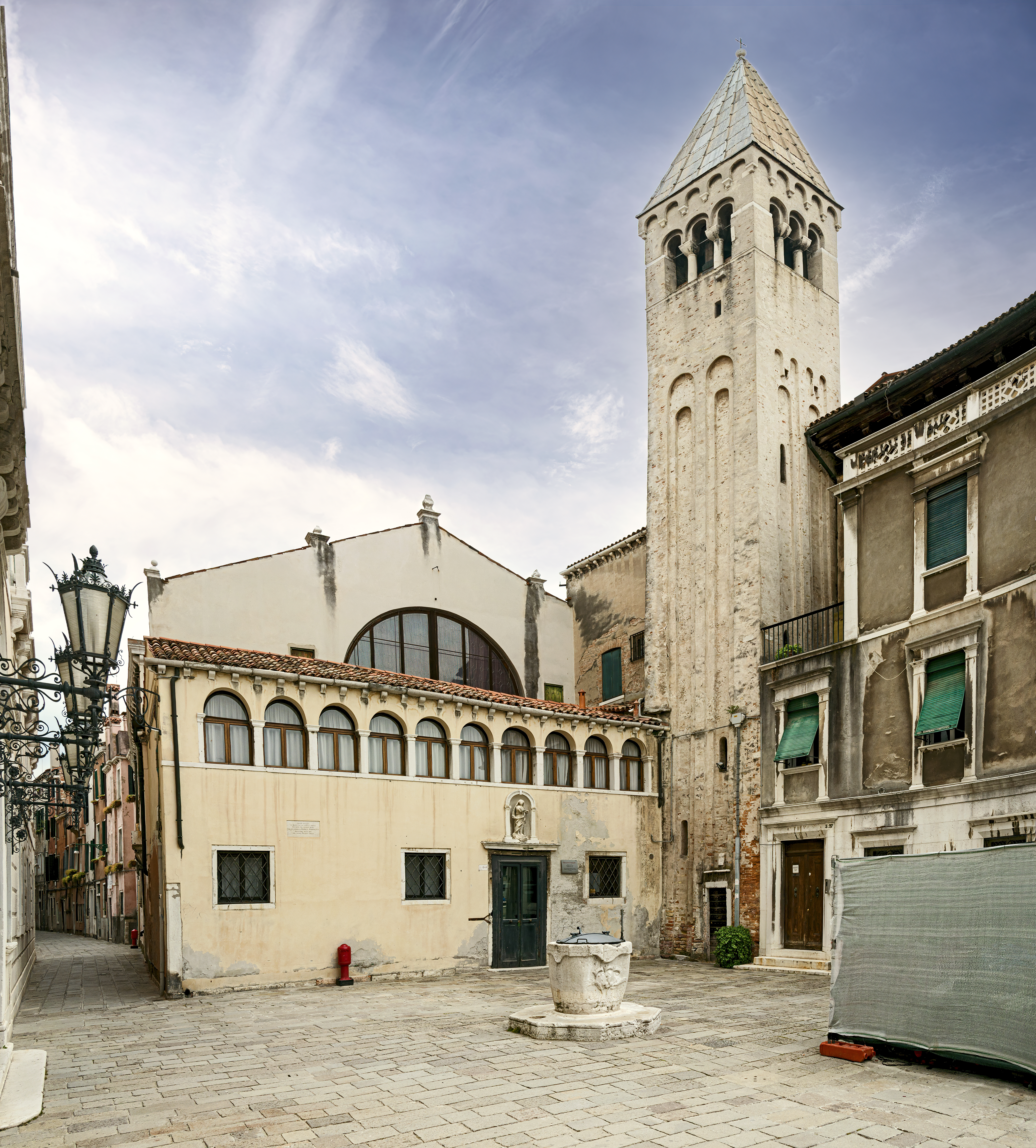
圣萨穆勒教堂

卡萨诺瓦幼时体弱多病，一直由其祖母玛齐亚·法露斯（Marzia Farussi）的照料。因此，他的祖母时常带他去参加一个女魔法师的表演仪式（一种密教教义esoterismo的表现方式）。年幼的卡萨诺瓦被这不可思议的表演所吸引，此后，对于魔术的兴趣及练习占据了他很长的一段时间。魔术即是卡萨诺瓦日后追求异性时的利器，也是导致其多次遭受牢狱之灾的罪魁祸首。
1732年卡萨诺瓦的父亲盖塔诺去世，临终时他诚心托付格利玛尼照顾他的家庭。此后卡萨诺瓦被送到了帕多瓦的寄宿学校接受教育。他表现出的聪明才智使其很快得到了老师的喜爱。他的机智及永不满足的求知欲也是他日后纵横欧洲上流社会的凭仗。卡萨诺瓦十一岁时结识了老师的妹妹贝婷（Bettine），这也是他生平头一次接触年龄相仿的异性。他在十二岁时便得以进入大学，并在17岁的时候获得了帕多瓦大學的法律學位。他在大学中学习了道德哲学，化学，数学和法律等多种知识。卡萨诺瓦对于药物的兴趣及学习亦使其成为一名小有名气的业余医生。
1740年，卡萨诺瓦回到威尼斯从事法律文书工作，这时卡萨诺瓦已经变得像真正的卡萨诺瓦了（意大利文中Casanova一詞现解做风流才子，此词即源于卡萨诺瓦的名声）。他身高1.868公尺，高大而黝黑，長鬈髮因撲了粉而散發香味。在威尼斯，卡萨诺瓦结识了当时已经76岁高龄的威尼斯参议院议员艾维瑟·加斯帕多·马利皮耶罗（Alvise Gasparo Malipiero），他是馬尼皮耶羅宮的擁有者，該建築離卡薩諾瓦位於威尼斯的家相當近。这位年长的议员十分中意卡萨诺瓦，并仔细的教授他醇酒美食以及在上流社会中应有的举止。卡萨诺瓦在十六岁时，终于体会到了生命中另一种乐趣－在某个夜晚首次体验了一場完整的性事，對象是一對名叫娜內塔（Nanetta）和馬頓 （Marton）的姊妹，兩人分別是16和14歲。随后卡萨诺瓦被征召入伍，成为威尼斯的一个低级军官。不久又从克基拉岛被指派往君士坦丁堡。
1743年卡萨诺瓦佯称完成了君士坦丁堡的任务返回威尼斯，不久他的祖母玛齐亚去世。与此同时，因为逃避兵役，卡萨诺瓦被软禁在圣安德烈（Sant'Andrea）大教堂，随后在母亲的帮助下卡萨诺瓦重获自由。之后，他来到马缇拉诺Martirano（即卡拉布里亚 Calabria）的教会管制区工作。然而迫于地方的压力，卡萨诺瓦很快就遭到教会解雇，随后他独自一身去到了那不勒斯和罗马。於1744年卡萨诺瓦获得一份阿夸维瓦（Acquaviva）附近的西班牙主教助理工作，但因为卡萨诺瓦不智的行为，他很快遭到了解雇：在主教的官邸与人放纵。

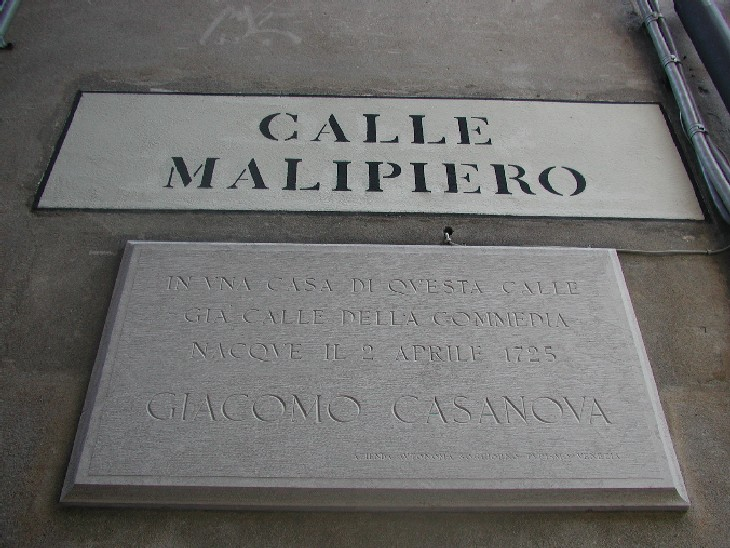
纪念碑

因此卡萨诺瓦再次辗转回到威尼斯，并在圣萨姆勒附近的剧院演奏小提琴赚取生计。此时盖塔诺·卡萨诺瓦临终托付的格利玛尼已经同法露斯的结合，由此正式的成为卡萨诺瓦的监护人。这也更加令人怀疑格利玛尼才是卡撒瓦诺生父的传闻。
1746年，一个突如其来的事影响了卡萨诺瓦之后的生活。在一次表演中的发生意外，危难时刻卡萨诺瓦救下了当时的威尼斯大贵族马特奥·布拉加丁（Matteo Bragadin），为了感激卡萨诺瓦的救命之恩，布拉加丁将其收为义子。而这使得卡萨诺瓦获得了进入上流社会的机会。
1749年卡萨诺瓦遇见了一生中与他有染的132个女人里，唯一一个令他震撼、寝食不安且甘愿为其抛弃性命的女人（卡萨诺瓦自传语）－海丽特（Henriette），一个为了逃婚而匿名游历的艾克斯普罗旺斯(Aix en Provence)女贵族。她在一次音乐会上的大提琴演奏令卡萨诺瓦如痴如醉并深深的爱上了她。虽然此后两人相处不过短短三个月的光景，但是他们此后却保持着长达二十年的通信联系。
1750年6月，卡萨诺瓦在里昂加入了共济会（Massoneria）。促使卡萨诺瓦加入这个具有乌托邦色彩的组织的原因看起来并不像是思潮上的吻合，而更像是因为希望更多的表现自己并能结识某些特殊的人。因为富兰克林等一些知名人士都是共济会成员，而后来同为共济会成员的莫扎特也与卡萨诺瓦有着良好的关系。随后卡萨诺瓦来到了法国的首都巴黎这个令他在文学创作水平上有长足进步的地方。
此后卡萨诺瓦在巴黎，德雷斯顿，布拉格，维也纳四处旅行，直到1753年才回到故乡威尼斯。1755年7月25日晚间，30岁的卡萨诺瓦因为被怀疑参与了间谍活动，而被逮捕，然而并没有足够的证据证明这一点。可在行政长官们的寡头式统治手段下，卡萨诺瓦依然被判入狱5年，罪名是公众场合使用障眼法(魔术)，囚禁于国家总督监狱。

### 成功步入欧洲上流社会（1756 - 1774）

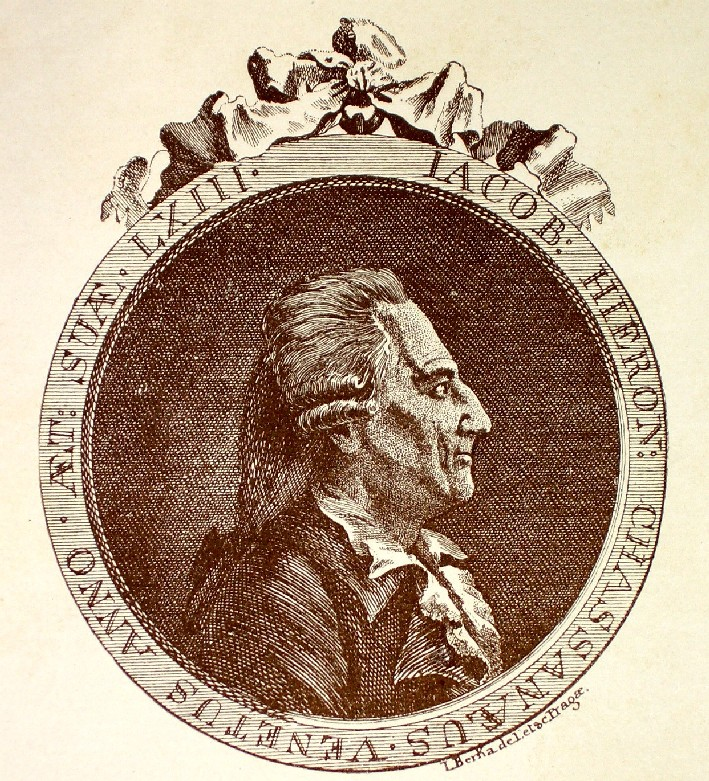
卡萨诺瓦肖像1788

1756年11月的第一天，卡萨诺瓦组织了数名囚犯一道胁持了一名教士，从而成功越狱。而这一系列的逃狱策略甚至是卡萨诺瓦在入狱前已经想好了的。（自传Histoire de ma fuite des prisons de la République de Venise qu'on appelle les Plombs《我的历史》－威尼斯国家监狱的逃亡历程）随后，卡萨诺瓦确定了向北方向的逃跑路线。一行人经由波尔查诺、慕尼黑迅速逃亡。在到达奥格斯堡后，卡萨诺瓦释放了当初挟持以作为人质、此刻已患病在身的教士，随后经由斯特拉斯堡到达巴黎。其到达巴黎的时间是1757年1月5日，而这恰巧是罗伯特-弗朗索瓦·达密安在凡尔赛刺杀路易十五未遂的日子。
经过了两个多月的逃亡后,卡萨诺瓦终于彻底的重获自由，而后他再次投入到自己所擅长的上流社会舞台。这时卡萨诺瓦结识了富有且脾气古怪的女贵族珍妮·蒂乌（Jeanne d'Urfé，1705—1775），而卡萨诺瓦的个人魅力以及花哨的魔术表演使得女贵族被彻底征服。在珍妮处获得了足够的资本后，卡萨诺瓦在法国推行乐透（Lottery）彩票，因此也在法国金融界小有声望。并使得他在法国贵族圈有着良好的声誉，有人甚至声称乐透给普通百姓带来了希望。
直觉一直是卡萨诺瓦"混迹"于欧洲舞台一个重要法宝，在1758年1月27日卡萨诺瓦从法国政府得到了一份从事秘密工作(间谍)的委派。同年9月在贝尔尼斯枢机主教的授意下，卡萨诺瓦仅用了一个月时间就顺利的完成了前往荷兰的秘密任务，并得到法国政府的信赖。
1759年卡萨诺瓦与他的威尼斯朋友古斯蒂尼娅娜·维尼发生关系并导致其怀孕，古斯蒂尼娅娜的父亲是英国人，母亲则是意大利耶稣十二门徒家族成员之一(地位更高于任何威尼斯贵族)。随后卡萨诺瓦在一位名叫勒尼·德梅（Reine Demay）的介绍下从事助产士的工作（主要负责堕胎）。因为在当时社会堕胎是一种违法行为，他遭到了路易斯·卡斯特-巴加奇（Louis Castel-Bajac）的勒索，路易斯声称若不满足条件就将对其进行控告。后来，原准备让卡萨诺瓦帮助其堕胎的女孩放弃了堕胎打算，并在当地庇护她的修道院中产下一名女孩。勒索一事也就不了了之。这时卡萨诺瓦的乐透奖券亦出现了问题，因为其投资的海运货物在战争中沉入海底导致了卡萨诺瓦进入了破产者的行列。因为无法支付乐透奖券的奖金，卡萨诺瓦在1759年因债务问题被收押监狱。幸运的是，依靠他身份显赫的贵族朋友，富有的珍妮·蒂乌相助，卡萨诺瓦免去了牢狱之苦。
而后他继续四处游历。荷兰，瑞士，热那亚，佛罗伦萨及罗马到处可见卡萨诺瓦的留下的踪迹。1760年卡萨诺瓦来到了他的兄弟吉奥瓦尼（Giovanni）处居住，他是画家拉斐洛·门格斯（Raffaello Mengs）的学生。不久后卡萨诺瓦受到罗马教宗克雷芒十三世的接见并獲授金馬刺教宗騎士團勳章，这时卡萨诺瓦终于可以堂而皇之的称自己为骑士，并开始着属于自己的骑士生活。此前卡萨诺瓦喜欢被人称为塞恩加尔骑士（Jean-Jacques, Chevalier de Seingalt）。在某些场合他也称自己为法露斯伯爵（Count de Farussi即使用其母亲未婚时的姓氏）。随后的1761年卡萨诺瓦代表葡萄牙参加了奥格斯堡和平会议，期间法国同意组织结束英法七年战争。
1764年卡萨诺瓦有幸遇到了当时威震一方的普鲁士国王腓特烈二世，后者为其提供了一份军官学校教师的工作。然而，这份工作遭到了卡萨诺瓦轻蔑的拒绝，而后他转而前往俄国。同年12月，卡萨诺瓦来到了莫斯科，并受到女沙皇叶卡捷琳娜大帝的接见。这些重要的历史人物的接待也反映出当时“永不停息的游历者”卡萨诺瓦的特别地位。这些当时声名显赫的政治家居然肯“屈尊”接见一位冒险者，或许很大程度因为卡萨诺瓦的名望，至少亦是出于对这位坊间流传的大情圣的某种好奇心。
卡萨诺瓦足迹遍布欧洲大陆的许多重要城市及国家首都，然而多数结局都是因为各种"不适当行为"遭到驱逐。1766年，他由于在一次因"女性朋友"而起的决斗中打伤波希米亚上校沙维尔·布拉尼斯基（Xavier Branicki）而被华沙驱逐。期间两人都受伤了，然而布拉尼斯基不是第一个因为"女性朋友"而与卡萨诺瓦决斗的男人，更不是最后一个。
无奈重归巴黎后，卡萨诺瓦收到一封盖着路易十四印鉴的信函，内容是礼貌的建议他离开法国。这是因为贵族珍妮·蒂乌的亲属们的建议，他们担心这位冒险家会带来更多物质上的危险。这时似乎一直环顾卡萨诺瓦的幸运之神已经离他而去，落寞的卡萨诺瓦只好来到西班牙。在这里他依旧没有得到上天的眷顾，厄运连连。因为攻击教士而被拘禁，而后离开西班牙前往普罗旺斯（Provence），然而此时的卡萨诺瓦因为纵欲过度已经有多种性病缠身。
这时卡萨诺瓦多年前的好友海丽特及时的伸出援手，帮助他度过难关。这位曾经或许多年后仍为卡萨诺瓦深爱着的女人已经完成从少女－已婚－守寡的过渡，然而他们并未停止过联系。在身心得到一定的调整后，卡萨诺瓦继续走上了自己游历的道路。这次旅行主要在意大利境内从罗马，那不勒斯，博洛尼亚到的里雅斯特。然而长期的冒险生活令卡萨诺瓦疲惫不堪，对于家乡威尼斯的思念亦越发浓烈。终于在1774年9月3日卡萨诺瓦重新回到了故乡－威尼斯。

### 生命中的潦倒直至去世（1774 - 1798）
返回威尼斯后的卡萨诺瓦积极的维持着与朋友们的关系，与挚友们更是保持着长期书信来往。然而，居住地的调查员因此将卡萨诺瓦当作重要调查对象来对待，并怀疑着卡萨诺瓦是否拥有间谍身份。在经历了多次判刑，监禁与流放之后，卡萨诺瓦将生活重心转移到了文学创作。1775年，卡萨诺瓦翻译的伊利亚特（Iliade）意大利语版第一册面世，此后不久，他进一步将伊利亚特全部翻译成了意大利语。接下来的数年里，卡萨诺瓦依靠创作出版维持生计，并在之后又整理、书写了《波兰史》。由此，卡萨诺瓦再次获得了世人的关注。从出版业者到一些达官贵人都关注着卡萨诺瓦的创作。而后，在威尼斯共和国总督的两个孩子以及帕多瓦州的高级长官的推举下，卡萨诺瓦获得了帕多瓦大学教授资格。

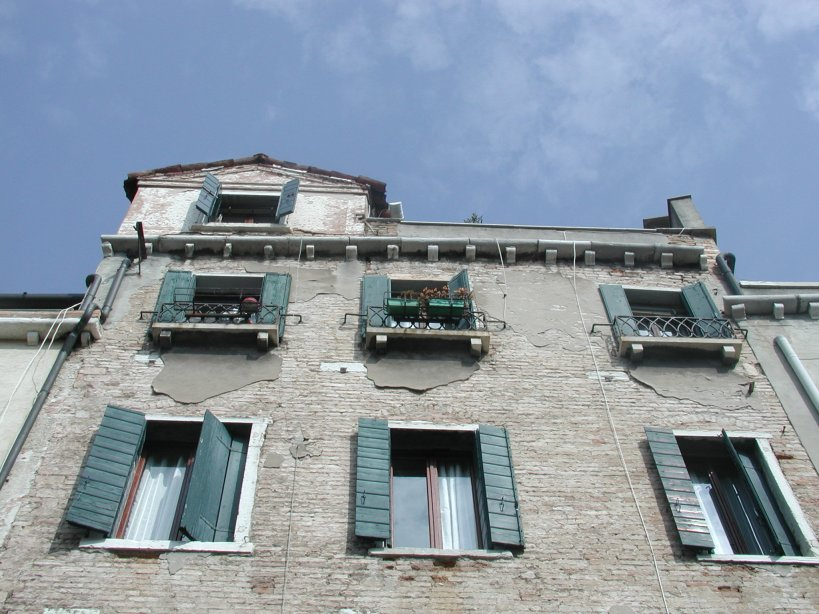
卡萨诺在威尼斯最后的居所

1783年1月，因威尼斯大使福斯卡里尼（Foscarini）邀请其担任秘书的工作，卡萨诺瓦离开了威尼斯前往维也纳。不久后，萨诺瓦又收到年轻的波希米亚伯爵华德斯坦邀请其担任达克斯城堡管家。就在卡萨诺瓦来到达克斯不久之后，德国戏剧家席勒把华伦斯坦伯爵作为悲剧男主角写进了他的剧作《华伦斯坦》当中。
卡萨诺瓦晚年亦不乏慕名的追求者。一位年轻修女则与卡萨诺瓦保持了很长一段时间的类似柏拉图式爱情的关系。在卡萨诺瓦因治疗性病（当时欧洲治疗梅毒使用的是水银疗法）而衰老不堪时，这位完美主义者始终坚持着通信而不见面的"恋爱"关系，并声称“真正的爱情无关于任何感官上的刺激；真正的爱情往往诞生于感官刺激之后，且才是永恒；另外一种爱情则避免不了腐朽的命运，因为它不过是场幻梦而已。真正的幸福源自回忆”（卡萨诺瓦逝世后于达克斯发现的书信录语）。
在达克斯，卡萨诺瓦目睹了法国大革命和威尼斯共和国的没落，属于他的世界完全崩溃了。这时的卡萨诺瓦一无所有：钱财、容貌、房子甚至故乡。在达克斯城堡卡萨诺瓦度过了生命中最后的十三年，这些日子对于他来说是痛苦且无聊的－枯燥乏味的生活，疾病缠身的体魄。由于华伦斯坦时常外出，作为此时此刻的「下人」却得到主人礼遇的卡萨诺瓦遭到了仆人们的敌视，并在此后很长的一段时间内受到从厨师、管家到佣人的欺压和凌辱。无奈之下卡萨诺瓦埋头于创作自传《我的一生》。在自传的书写过程中卡萨诺瓦似乎回到了过去，回到了他究其一生经营的艺术创作。1798年6月4日卡萨诺瓦逝世。
与大多数十八世纪男性更多的追求性不同，卡萨诺瓦将任何一个女伴都看作恋人。而他也从和不同的人恋情中得到满足。虽然卡萨诺瓦经常被称为玩弄女性的色情骗子，而自己则戏称自己是女性的欲望对象。他追求过许多美丽的女人，而后在一段时间的亲昵后和很多人都保持着长期的联系。卡萨诺瓦有时甚至会同一些男人同床共枕，而且在生活中亦表现出性倒错的趋向。卡萨诺瓦挥金如土，为了心仪的女人慷慨大方，性病和赌博是卡萨诺瓦生活中的桎梏。

## 文艺的贡献
贾科莫·卡萨诺瓦的创作在文学上以及历史上的价值被广泛讨论。当然这必须建立在区别自传与其他作品，尽管卡萨诺瓦努力的使自己像个学者，史学家，哲学家甚至数学家。然而卡萨诺瓦却没有达到其中的标准，很大程度上除去自传以外的创作更多的自身利益的需要：在撰寫讽刺威尼斯共和国的文章《Confutazione della Storia del Governo Veneto d'Amelot de la Houssaie》遭到拘禁后，卡萨诺瓦学会了服从。事实上，此后的创作更多的为了迎合威尼斯政府的口味。
此类作品还有许多得到了俄国女沙皇叶卡捷琳娜大帝和普鲁士国王腓特烈大帝的资助，其中包括Icosameron之类的作品。而这些政治家们需要一个自文艺方便为其宣传的人选，这并不是单纯的文学。令卡萨诺瓦真正进入文学殿堂的作品非其自传《我的一生》（Histoire de ma vie）莫属，籍着这部作品卡萨诺瓦达到了文学上的成功。
卡萨诺瓦预示到生命终结般的在一封寄给祖安·查尔斯·格利玛尼（Zuan Carlo Grimani）的信中说道：我为成为一个成功的作家付出了许多。《我的一生》将会被翻译成所有语言而流传各地，然而我不知道是否能坚持到完成第七册的创作。
关于自传的真实性一直是人们探讨的焦点之一，是否所有的一切都如卡萨诺瓦所叙述的这般。而正因为卡萨诺瓦交际圈中大人物的敏感性，也使得《我的一生》在他的有生之年未被出版。直到1821年莱比锡的海因里希·布鲁克豪斯（Heinrich Brockhaus）购买到了《我的一生》手稿，第一版第一册的自传才得以面世。从1826年到1838年珍·拉佛格（Jean Laforgue）完成了对《我的一生》的"清理"修改，却为了迎合权贵而大幅度修改使得自传失去了真实性。为此布鲁克豪斯决定再版《我的一生》，并将重印版权教给了巴黎的普隆（Plon）出版社，而后在Angelika Hübscher的帮助下完成了卡萨诺瓦自传共六册的出版工作。
一说莫扎特的歌剧《唐璜》第十幕的歌词及对白皆由卡萨诺瓦代笔。

## 卡萨诺瓦作品年表
- 1752年——《索罗亚斯特罗》，法语悲剧，翻译。德雷斯顿。
- 1753年——《双子的斗争》，法语，翻译。德雷斯顿。
- 1769年——《Amelot de la Houssaie的历史》，阿姆斯特丹（卢加诺）。
- 1772年——《拉那·卡里那通信录》，博洛尼亚。
- 1774年——《波兰史》，历史，原著。戈里齐亚。
- 1775年——《伊利亚特》第一册，历史，翻译。威尼斯。
- 1779年——《M.的赞美》，威尼斯。
- 1780年——《决斗》，故事，原著。威尼斯。
- 1781年——《Thalie的报信者》，威尼斯。
- 1782年——《军队轶事》，威尼斯。
- 1782年——《Né amori né donne ovvero la stalla ripulita》，威尼斯。
- 1784年——《「历史」一书的重要问题通信》。汉堡（德绍）。
- 1784年——《威尼斯共和国和荷兰的区别》之一，维也纳。
- 1785年——补充：《威尼斯共和国和荷兰的区别》之一，维也纳。
- 1785年——《威尼斯共和国和荷兰的区别》之二，威尼斯。
- 1785年——补充《威尼斯共和国和荷兰的区别》之二，威尼斯。
- 1785年——《致简·埃蒂尼·卢扎奇的信》，维也纳。
- 1785年——《致绅士吉奥瓦尼和斯蒂芬·卢扎奇的信》，维也纳。
- 1786年——《思想者的自语》，布拉格。
- 1787年——《我的历史－威尼斯国家监狱的逃亡历程》，达克斯，莱比锡。
- 1788年——《Icosameron和Edouard的历史》，达克斯，布拉格。
- 1790年——《解华伦斯坦伯爵问》，达克斯，德雷斯顿。
- 1790年——《六面体示意》，原著。德雷斯顿。
- 1790年——《立方体－几何学示范》，原著。德雷斯顿。
- 1797年——《塞恩加尔的法律博士论文》，原著。德雷斯顿。

### 逝世后的衍生作品
- 1886年——《Le Polemoscope》，作者古斯塔夫·卡恩，巴黎。
- 1960年-1961年——《The Story of My life （页面存档备份，存于） （页面存档备份，存于）[1]》（我的一生），F.A布鲁克豪斯，威斯巴登，巴黎普隆出版社。
- 1985年——《自然研究和保罗维尼吉亚论文》，马克·里弗朗（Marco Leeflang），汤姆·维特利（Tom Vitelli），乌得勒支1985年。意大利文版（2003年）。
- 1990年——《放荡者的想法》，弗雷德·迪·特洛奇奥（Federico di Trocchio）『在达克斯找到了卡萨诺瓦尚未发表的哲学著作』，卢斯科尼·埃迪托雷（Rusconi Editore），米兰。
- 1993年——《Philocalies sur les sottises des mortels》，汤姆·维特利（Tom Vitelli），盐湖城。
- 1993年——《虚饰II》，恩里克·斯特拉乌（Enrico Straub），法兰克福。
- 2005年——《伊利亚特的翻译－威尼斯的卡萨诺瓦》，卡蒂·奥托（Canti Otto）。
- 2005年——《威尼斯的伊利亚特》，威尼斯。

## 延伸阅读
- （英文） 文档和参考书目 （页面存档备份，存于）
- （意大利文） 随笔：M.M.修女的真实身份 （页面存档备份，存于）
- （意大利文） 华伦斯坦的达克斯城堡
- （意大利文） 卡萨诺瓦的研究
- （法文） 文本小筑Histoire1880年版（页面存档备份，存于）